# Ponce II de Ampurias
Ponce II de Ampurias o Ponce Hugo I de Ampurias (v 1070.- 1154) fue conde de Ampurias entre 1116 y 1154.

## Biografía
Hijo de Hugo II de Ampurias y de Sancha de Urgel, heredó el condado a la muerte de su padre sucedida en 1116. Siete años después, en 1123, renovó el vasallaje a Ramón Berenguer III que desde mediados del siglo XI los condes de Ampurias debían a los condes de Barcelona. En ese momento el condado estaba afectado por los dominios territoriales del obispado de Gerona al sur (Torroella de Montgrí), por la propiedad barcelonesa de Ullastret y por la secesión de facto del señorío de Perelada que estaba en manos de Berenguer Renard, un sobrino suyo. 
Ponce Hugo I se propuso reconstruir su autoridad sobre el conjunto del condado y atacó a su sobrino, el señor de Perelada, y en 1127 se apropió de las rentas que el obispo de Gerona recibía de la iglesia de Santa María de la villa de Castellón de Ampurias, la capital del condado. Pero el conde de Barcelona Ramón Berenguer III decidió intervenir en favor del obispo de Gerona —el condado de Gerona estaba unido al de Barcelona— y de Berenguer Renard, alegando la potestas que él tenía sobre el condado feudatario suyo, pero que Ponce Hugo I no le reconoció. Entonces el conde de Barcelona lo acusó de traición y perjurio (de baudia et de periurio) y entró con sus huestes en el condado. Ponce Hugo I se rindió y fue hecho prisionero. Tuvo que restituir las rentas al obispado de Gerona y respetar al señor de Perelada y además fue obligado a derrocar las nuevas fortificaciones que había hecho construir en los valles que rodeaban la muralla de Castellón de Ampurias y a dejar de celebrar mercado, que competía con el de Perelada. Finalmente Ponce Hugo I renovó el juramento de fidelidad que le debía al conde de Barcelona.
El conflicto se reavivó diez años después, en 1137, ya con Ramón Berenguer IV, hijo de Ramón Berenguer III, al frente del condado de Barcelona. Ponce Hugo I, que nunca acabó de aceptar las condiciones que se le impusieron en 1127, intentó de nuevo restablecer su autoridad lo que le volvió a enfrentar al obispo de Gerona, en aquel momento Berenguer Dalmau, una persona que formaba parte de círculo más cercano del nuevo conde de Barcelona, y al señor de Perelada, que desde 1132 rendía homenaje al conde de Barcelona, lo que había supuesto, de facto, la escisión definitiva del condado de Ampurias. Ramón Berenguer IV, que en aquel momento se encontraba en Aragón donde había recibido el reino de manos de Ramiro II, volvió rápidamente a Cataluña para someterlo. Ponce Hugo I pronto se avino a negociar y el 5 de marzo de 1138 firmó, probablemente en Gerona, una «pax et concordia» con Ramón Berenguer IV, a quien rindió vasallaje y le juró fidelidad.
A partir de la firma de la «pax et concordia», Ponce Hugo I «cumplió fielmente sus obligaciones de vasallo en la futura campaña de Almería (1147) y en la conquista de Lérida (1149). Ahora bien: las rencillas de Ponce Hugo I con sus parientes de Perelada —los Rocabertí— continuaron, con un resurgimiento de la rivalidad con el conde de Rosellón, pero Ramón Berenguer IV ya no intervino. Ponce Hugo I murió hacia el año 1153, o quizás 1154».
De su matrimonio con Brunisenda nació su heredero Hugo III de Ampurias.